# Xanadu (film)
Xanadu är en amerikansk romantisk fantasy-musikalfilm från 1980 i regi av Robert Greenwald. I huvudrollerna ses Olivia Newton-John, Michael Beck och Gene Kelly. Filmen hade svensk premiär den 20 oktober 1980.

## Handling
Grekiska gudar tar människogestalter på jorden för att inspirera människor. En av dem, Kira (Olivia Newton-John), bestämmer sig för att hjälpa artisten Sonny Malone (Michael Beck). Med lite hjälp av en man som Kira hjälpt 40 år tidigare, Danny McGuire (Gene Kelly), lyckas Sonny bygga en stor discorink.

## Rollista i urval
| Olivia Newton-John | – Kira (Terpsichore) |
| Michael Beck       | – Sonny Malone       |
| Gene Kelly         | – Danny McGuire      |
| Matt Lattanzi      | – Danny som ung      |
| James Sloyan       | – Simpson            |
| Dimitra Arliss     | – Helen              |
| Renn Woods         | – Jo                 |

## Produktionen
Filmens titel syftar på namnet på den klubb filmens huvudpersoner öppnar. Klubben anspelar i sin tur på ett diktverk av Samuel Taylor Coleridge, Kubla Khan, or A Vision in a Dream. A Fragment, som syftar på Khubilai khans stad Xanadu.
Gene Kellys rollfigur, en före detta musiker, bär namnet Danny McGuire, vilket råkar vara samma namn som på Tommy Noonans rollfigur i En stjärna föds från 1954.
Exteriören till filmens "Xanadu" är den nu nerbrunna lokalen Pan-Pacific Auditorium i Los Angeles.
Xanadu blev Gene Kellys sista huvudroll i en spelfilm.

### Mottagande, efterföljare
Kritikerna sågade filmen. Den blev heller inte någon publiksuccé. Filmen vann en Razzie Award för sämsta regissör och nominerades i flera andra kategorier. Filmmusiken, som bestod till hälften av Olivia Newton-Johns låtar och till den andra hälften av låtar med Electric Light Orchestra (ELO), nådde en viss framgång. Speciellt titellåten Xanadu, där Newton-John sjunger tillsammans med ELO, som tog sig ända upp till förstaplatsen i England.
En Broadwaymusikal baserad på filmen hade premiär 2007.